# Gabonska demokratska stranka
Gabonska demokratska stranka (francuski:Parti Démocratique Gabonais, PDG) je vladajuća i najjača politička stranka u Gabonu. Njezin moto je Dijalog, tolerancija, mir.
Stranka je na vlasti od osamostaljenja države, prvo pod vodstvom Leona M'ba (stranka je tada nosila naziv Gabonski demokratski blok), a zatim pod Omarom Bongoom. U Narodnoj skupštini Gabona drži 86 od 120 mjesta, a u Senatu Gabona drži 54 od 91 mjesta.
PDG je bila jedina pravna stranka od svog osnutka 12. ožujka 1968. godine. U svibnju 1990. ustavnim amandmanom ponovno je uspostavljen višestranački sustav u Gabonu.
Na parlamentarnim izborima održanim 9. prosinca 2001. stranka je osvojila 88 od 120 mjesta. Na izborima 17. prosinac 2006., PDG je osvojio 80 mjesta. Također su stranke bliske s Gabonskom demokratskom strankom osvojile nekoliko mjesta u parlamentu. 
Na predsjedničkim izborima održanima 2009. godine, Ali Bongo Ondimba, sin Omara Bonga, pobijedio je s 41,7% glasova. Stranka ima stalni odbor koji uključuje dva člana iz svake od devet gaboanskih provincija, a 15 od 18 članova su i članovi vlade.

## Vanjske poveznice
- Službena stranica PDG-a (fr.)